# 關東煮

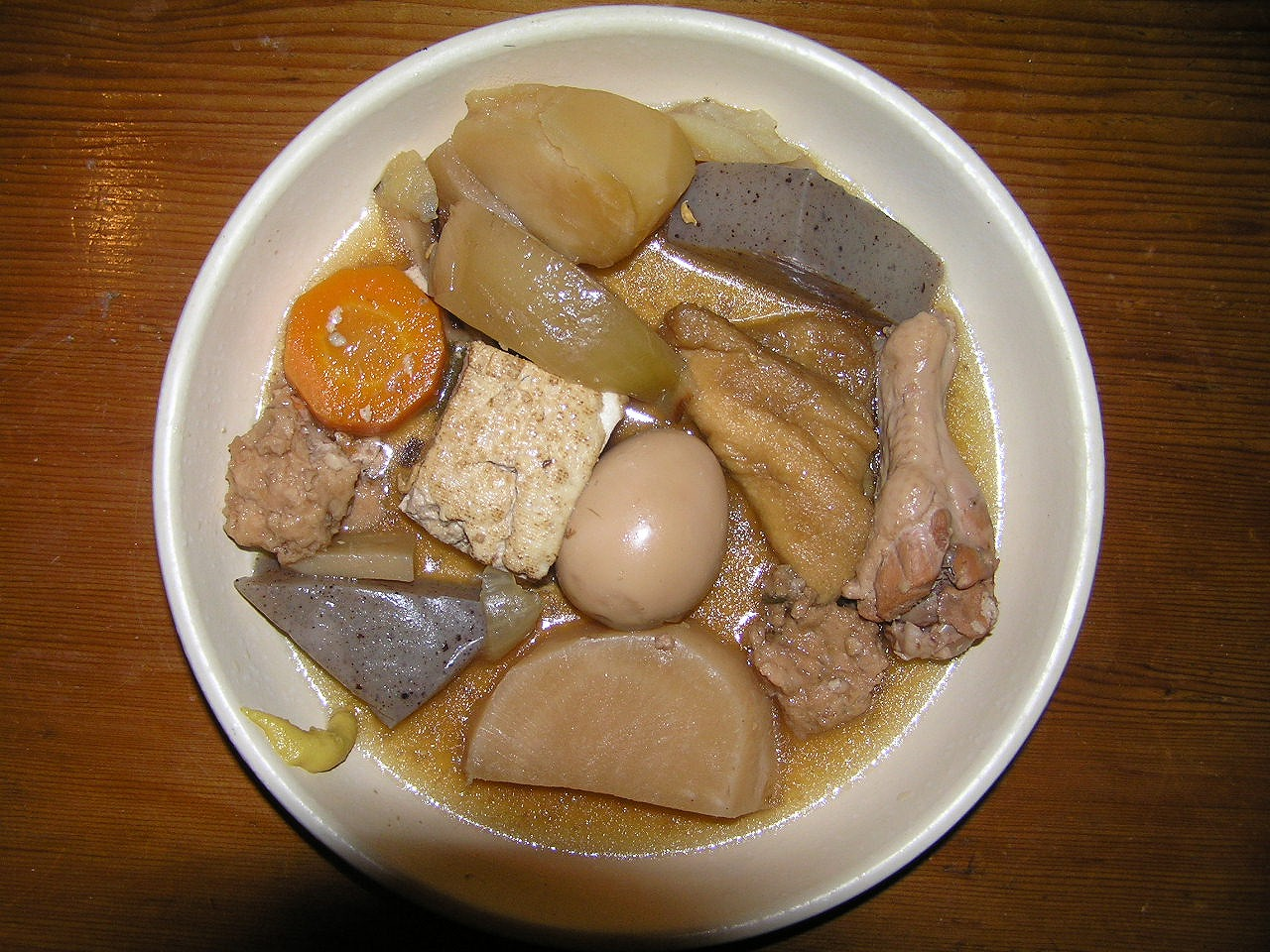
關西的御田（使用生薑醬油）

關東煮（日语：／ oden *）與關東炊（関東炊き）是日本的大眾料理，“關東煮”（或関东炊き，读音皆为kantodaki）的名稱起源於關西。通常材料包括煮雞蛋、蘿蔔、蒟蒻、海帶結、蒟蒻絲等，這些材料會放在昆布或者鰹魚湯裏煮。可以用來佐飯，也可以當作小吃。
關東煮的由來主要有二：一是江戶時代關東地區開始流行用醬油煮おでん，二是1923年關東大地震，當時關東的廚師到關西地區避難，而關西地區的廚師為了復興災區也進入關東地區，帶動了東西料理的交流。
臺灣的關東煮在日治時期傳入，常將其音譯俗寫作黑輪 （正字為「烏輪」）。
1997年中國大陸的日資便利商店羅森將之引入大陸，並稱其為熬點，7-Eleven中国大陆各分店则将其称为好炖。
有說關東煮源自“味噌田樂”，那就是用水煮熟豆腐或者蒟蒻，再用味噌（麪豉）調味後進食。
關東各地製作關東煮的方法會有所不同。不過跟一般的鍋料理不同，關東煮製作簡便，材料可以隨時放進湯裏煮。因此冬天的時候，這種料理尤其受歡迎。在日本，關東煮可以在便利商店或者路邊攤買來吃。
台灣便利商店的品項有黑輪、貢丸、飛魚卵海鮮棒、日式魚豆腐、苦瓜封、高麗菜捲、米血糕、魚板、蔬菜、杏鮑菇、玉米、蘿蔔、鮮菇等食材，甚至科學麵、烏龍麵也可以摻進去食用，同時搭配關東煮醬汁包食用。2022年之前，台灣的便利商店整年都有賣關東煮，而日本的便利商店關東煮幾乎只有在秋冬時節販售。

## 日本以外的關東煮

### 台灣
關東煮在臺灣也十分流行，常將其音譯俗寫作黑輪 （正字為「烏輪」），其中黑輪也稱為甜不辣。關東煮在日本時代傳入台灣，直至今日台灣的關東煮大部分已獨立為當地口味，且在放置的材料上，也有相當的差異性。外觀上也有長條、圓形扁平狀的區別，主要由魚漿製成。

### 中國大陸
近幾年關東煮在中國大陸也很風行，在路邊的便利店和飲食商業區内很容易就能買到，而口味與用料同樣與日本的關東煮有較大變化。在中國大陸的羅森所賣的關東煮（燉點）當中，最受歡迎的3種口味為貢丸、魚豆腐和蘭花豆腐乾。
類似之食物為火鍋和盆菜。